# Спас Ярое око

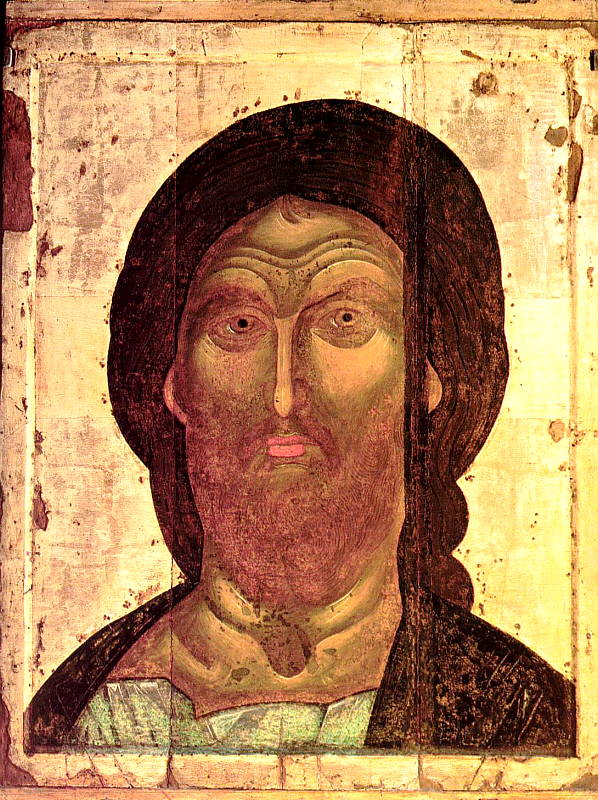
Спас Ярое Око.
Икона из Успенского собора Московского Кремля. Середина XIV века

Спас Я́рое О́ко (от ярый — пылкий, сердитый, резкий) — оплечная икона Иисуса Христа, восходящая, вероятно, к иконографическому типу Спаса Вседержителя и отличающаяся особо строгим, проницательным выражением глаз.

Всевидец Господь в одном акте Божественного ви́дения видит все века и всех людей, всю их жизнь со всеми помыслами, чувствами, намерениями, делами, словами. Страшное око, от которого ничто утаиться не может!— Иоанн Кронштадтский